# Washington Tais
Washington Eduardo Tais Videgaín (Montevideo, 21 dicembre 1972) è un ex calciatore uruguaiano, di ruolo difensore.